# Cultroribula angulata
Cultroribula angulata är en kvalsterart som beskrevs av Aoki 1984. Cultroribula angulata ingår i släktet Cultroribula och familjen Astegistidae. Inga underarter finns listade i Catalogue of Life.